# Henri Weil

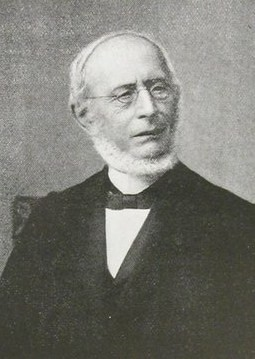
Henri Weil

Henri Weil, geboren als Heinrich Weil (* 27. August 1818 in Frankfurt am Main; † 5. November 1909 in Paris) war ein deutsch-französischer Altphilologe und Literaturwissenschaftler jüdischer Abstammung.

## Leben

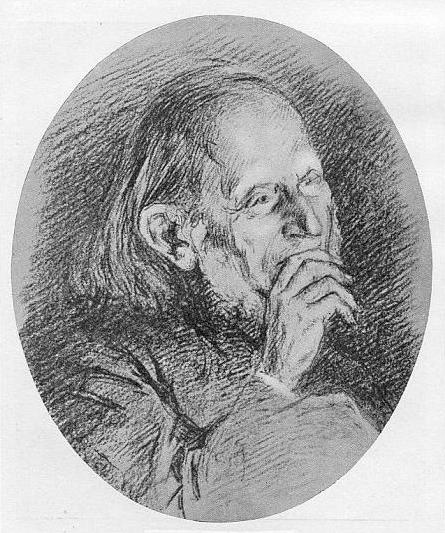
Henri Weil

Weil studierte an den Universitäten Bonn, Berlin und Leipzig. Anschließend reiste er nach Frankreich, um an der Pariser Sorbonne sein Studium fortzusetzen. Dort wurde er 1845 auch promoviert. Bereits im Jahre 1840 wurde er von der Frankfurter Freimaurerloge Zur aufgehenden Morgenröthe in den Freimaurerbund aufgenommen.
Weil wurde Hochschullehrer an den Universitäten Straßburg und Besançon. In Besançon wurde er später zum Professor und 1872 zum Ehrenprofessor der philologischen Fakultät ernannt. Im Jahr 1876 kehrte er nach Paris zurück und lehrte als Professor für griechische Literatur an der École normale supérieure und an der École pratique des hautes études.
Im Jahr 1882 wurde Weil ordentliches Mitglied in der französischen Académie des Inscriptions et Belles-Lettres in Paris. Vom 12. März 1896 bis 16. Juli 1908 war er außerdem korrespondierendes Mitglied der Königlich-Preußischen Akademie der Wissenschaften zu Berlin, danach ab 25. September 1908 deren auswärtiges Mitglied. Der Russischen Akademie der Wissenschaften in Sankt Petersburg gehörte er seit 1882 als korrespondierendes Mitglied an. Im November 1909 verstarb Heinrich Weil im Alter von 91 Jahren in Paris.